# Ксенжино-Колёнья
Ксенжи́но-Колёнья (пол. Księżyno-Kolonia) — деревня в Белостокском повете Подляского воеводства Польши. Входит в состав гмины Юхновец-Косьцельны. Находится у региональной автодороги 678 примерно в 6 км к югу от центра города Белостока. Впервые упоминается в XVI веке. По данным переписи 2011 года, в деревне проживал 1501 человек.